# Осколково (Алейський район)
Оско́лково (рос. Осколково) — село у складі Алейського району Алтайського краю, Росія. Адміністративний центр та єдиний населений пункт Осколковської сільської ради.

## Населення
Населення — 806 осіб (2010; 974 у 2002).
Національний склад (станом на 2002 рік):
- росіяни — 96 %